# معركة عرسال (2014)
في 2 أغسطس 2014، بعد أن ألقت قوات الأمن اللبنانية القبض على أحد قادة جبهة النصرة، حاصر مقاتلون من جبهة النصرة وداعش نقاط التفتيش التابعة للجيش اللبناني في عرسال قبل مهاجمتهم واقتحام مخفر شرطة البلدة الشمالية الشرقية حيث احتجزوا ما لا يقل عن 16 شرطيا كرهائن. ثم شرع المسلحون في السيطرة علي البلدة وأسروا جنديين حررهما الجيش في وقت لاحق من اليوم. واستمر القتال في اليوم التالي وأسفر عن مصرع 30 مسلحًا و10 جنود ومدنيين. وجرح 25 جنديًا وفقد 13 وافترض أنهم أسروا. وتم إنقاذ اثنين من الجنود المفقودين في نفس اليوم.
في 4 أغسطس، ارتفع عدد القتلى إلى 17 جنديًا و50 مدنيًا و50 مقاتلًا. جرح 86 جنديًا وبلغ عدد المفقودين 22، بينما أصيب 135 مدني و15 مسلحًا بجراح. وكان اثنان من المدنيين المتوفين من اللاجئين السوريين الرضع. وكان الجيش قد تقدم واستولى على مبنى المعهد الفني الذي استولى عليه المسلحون في اليوم السابق،  حيث تعرضت البلدة لنيران كثيفة من عدة اتجاهات. وفي المساء، تمكن الجيش أيضًا من الاستيلاء علي تلة رأس السرج.
في 5 أغسطس، كان العسكريون يحاولون الاستيلاء على مبنيين حكوميين، بينما أطلق المسلحون سراح ثلاثة جنود وثلاثة من رجال الشرطة. وخلال القتال الذي نشب اليوم، أفيد بأن قائد داعش في منطقة عرسال قتل،  بينما انسحبت قوات النصرة من البلدة. وفي المساء، بدأ وقف إطلاق النار لمدة 24 ساعة.
في 6 أغسطس، أطلق سراح ثلاثة جنود آخرين، بينما ظل 10 جنود و17 شرطيًا أسرى.
بحلول 7 أغسطس، أنشئت هدنة هشة حيث انسحبت قوات داعش أيضًا من البلدة وأعيد نشرها على طول الحدود مع سوريا. وفي وقت لاحق، قصفت القوات الجوية السورية مخابئهم، مما أسفر عن إصابة عشرات المسلحين بجروح. وبعد ذلك بيومين، دخل الجيش اللبناني عرسال بالقوة الكاملة وأعاد فرض سيطرته على نقاط التفتيش التي كان المسلحون قد استولوا عليها في السابق، بينما توفي جندي آخر متأثرًا بجراحه، مما رفع عدد القتلى العسكريين إلى 18 شخصًا،  وتم تحديثه إلى 19 بحلول 12 أغسطس. كما تأكد مقتل 60 مسلح،  فضلًا عن 42 مدني. ويقدر العدد الإجمالي للمدنيين المصابين بـ400.